# 湯島大根
湯島大根（ゆしまだいこん）は、熊本県上天草市にある湯島で採れるダイコンである。
1980年代には550a（アール）の面積で栽培されていたが、次第に作付面積が減少し、平成26年度は50aの栽培面積と13戸の生産農家で栽培されている。
流通量が少なく、地元の熊本県内での知名度も決して高くなく、一部で“幻の大根”とも言われている。
同じ地名ということで、平成26年度には東京都文京区の「湯島天満宮」（通称・湯島天神）で行なわれている「湯島天神梅まつり」で湯島大根が販売された。また、湯島の飲食店でメニュー化されるなど、生産地と消費地を結ぶ取り組みも始まっている。

## 特徴
ダイコンの品種としては、「耐病総太」、「三太郎」等である。
栽培される場所が湯島でも高台の農地に限られている。粘土分が多い一方で排水性や保水性に優れた土壌で育ち、重量が1本あたり2kg以上になるものも多い。味わいの特徴としては、甘みが強く、加熱した際などに型崩れしにくい点などが挙げられる。

## 利用法
湯島のある天草では、煮物、ステーキ、おでん、スープ等に調理されている。